# Fenway Park
Der Fenway Park ist ein Baseballstadion im Stadtteil Fenway–Kenmore der US-amerikanischen Stadt Boston im Bundesstaat Massachusetts. Die Heimspielstätte der Boston Red Sox aus der Major League Baseball (MLB) fasst gegenwärtig zu Tagspielen 37.735 bzw. zu Abendspielen 37.755 Zuschauer. Die Anlage ist im National Register of Historic Places gelistet.

## Geschichte
Das Stadion wurde zwischen 1911 und 1912 erbaut. Seinen Namen erhielt es vom ehemaligen Präsidenten und Miteigentümer der Red Sox, John I. Taylor, der es schlicht nach seiner Lage im Bostoner Stadtteil Fenway benannte und der zuvor 1907 auch den Red Sox selbst schon ihren Namen gegeben hatte. Eröffnet wurde der Fenway Park am 20. April 1912, er ist somit das älteste Baseballstadion der MLB, das immer noch genutzt wird. Die erste offizielle Partie fand bei der Eröffnung zwischen den Boston Red Sox und den New York Highlanders (heute die New York Yankees) statt. Die Begegnung ging über elf Innings und endete mit einem 7:6-Sieg der Red Sox. Nach der Eröffnung wurde über das neue Stadion allerdings in der Presse kaum berichtet, da der Untergang der Titanic die Schlagzeilen dominierte. Die Bauarbeiten selbst waren zur Eröffnung auch gar nicht fertiggestellt und zogen sich noch durch die ganze Saison bis zu den finalen Spielen der World Series 1912 hin.
Der Fenway Park ist eines der wenigen verbliebenen „klassischen Stadien“ der Major League, in denen es noch Sitzplätze gibt, von denen aus man nicht das komplette Spielfeld einsehen kann. Diese werden als solche verkauft und erinnern an eine weniger kommerzielle Ära des Baseballs. Des Weiteren hat Fenway Park mehrere charakteristische Eigenheiten, die über die Jahre so manchen Spitznamen erhielten.
Eine Besonderheit des Stadions ist die Mauer hinter dem linken Outfield, genannt The Green Monster (deutsch „Das grüne Monster“). Die heute 11,3 Meter hohe und 73,2 Meter lange Mauer war bereits 1912 Teil des Stadions. Sie war zunächst jedoch lediglich 7,6 Meter hoch  und bestand bis 1934 aus Holz. Eine Eigenheit dieser ersten Mauer war das sogenannte Duffy's Cliff (nach dem Red Sox Left Fielder George Edward „Duffy“ Lewis), ein sich über ihre gesamte Länge erstreckender Anstieg im Spielfeld, so dass die Spieler an ihr bergauf laufen mussten. In der Mauer ist eine manuelle Anzeigetafel untergebracht, die bis heute benutzt wird und aus dem Inneren des Monsters heraus bedient wird. 1947 wurden die Werbetafeln an der Mauer mit grüner Farbe überstrichen, was ihr den heutigen Spitznamen einbrachte. Nach der Mauer ist auch das Maskottchen der Red Sox, "Wally, the Green Monster", benannt.
Der Lone Red Seat („einsame rote Sitz“) ist ein Sitzplatz im Sitzblock hinter dem rechten Outfield (Abschnitt 42, Reihe 37, Platz 21). Er markiert den Punkt, an dem der längste jemals im Fenway Park geschlagene Home Run landete. Dieser wurde am 9. Juni 1946 von Ted Williams 153 Meter weit in die Zuschauerränge geschlagen.
Der Pesky Pole im rechten Outfield ist nach Johnny Pesky benannt. Er steht in einer Entfernung von 302 Fuß (circa 92 m) zur Homeplate. Der Pitcher Mel Parnell soll sich diesen Namen  ausgedacht haben nach einem eher versehentlichen Schlag Peskys in den Bereich des Poles zum Spielgewinn. Johnny Pesky schlug nur 17 Home Runs in seiner 10-jährigen Karriere, davon aber sechs im Fenway Park.
Der Zuschauerrekord im Fenway Park mit offiziellen 47.627 Besuchern wurde am 22. September 1935 aufgestellt, beim Spiel gegen die New York Yankees, wobei sich nach Schätzungen inklusive Freikartenbesitzern und Gästen tatsächlich rund 49.000 Besucher im Stadion befanden. Von den im Stadion befindlichen Besuchern fanden rund 5.000 nur auf dem Spielfeld selbst einen Platz und weitere etwa 10.000 Personen wurden gar nicht eingelassen.
Im Jahre 2006 wurde der Fenway Park in einer landesweiten Umfrage in die aktualisierte Ausgabe des Spiels Monopoly gewählt und ist dort nach dem Times Square der zweitteuerste Platz.
Fenway Park hält die längste Serie ausverkaufter Major-League-Baseball-Spiele in ununterbrochener Folge. Diese begann am 15. Mai 2003 und endete am 10. April 2013 nach knapp zehn Jahren und 820 ausverkauften Spielen, davon 794 reguläre Saison- und 26 Play-off-Spiele.
Am 20. April 2012 führte der Filmkomponist John Williams die Fanfare for Fenway, anlässlich des 100. Geburtstages des Parks, auf.

## Sonstige Nutzung
Trotz der relativ geringen Größe ist der Fenway Park aufgrund seines rechteckigen Grundrisses eine durchaus praktikable Football-Spielstätte. So spielte das heutige NFL-Franchise Washington Commanders von 1933 bis 1936 hier unter dem Namen Boston Redskins, von 1963 bis 1968 spielten die New England Patriots in Fenway als Boston Patriots. Die Stadtrivalen der Red Sox, die Boston Braves (heute Atlanta Braves) trugen ihre Heimspiele der World Series 1914 im Fenway Park aus. Des Weiteren haben das Boston College und die Boston University in der Vergangenheit hier ebenfalls ihre Footballspiele ausgetragen. Die Fußballmannschaft der Boston Beacons der North American Soccer League spielten im Jahr 1968 hier ihre Heimspiele, hatten aber nur ein einziges Jahr Bestand.  Gelegentlich finden Konzerte statt, so traten hier z. B. die Rolling Stones (Start der A Bigger Bang Tour 2005), Bruce Springsteen, Paul McCartney und Aerosmith auf.
Am 10. April 2009 beschloss die National Hockey League, ihr traditionelles Neujahrsspiel – die NHL Winter Classic – 2010 im Fenway Park auszutragen. Die Boston Bruins schlugen dabei die Philadelphia Flyers mit 2:1 nach Verlängerung. Den entscheidenden Treffer erzielte Marco Sturm auf Vorlage von Patrice Bergeron.

## Galerie

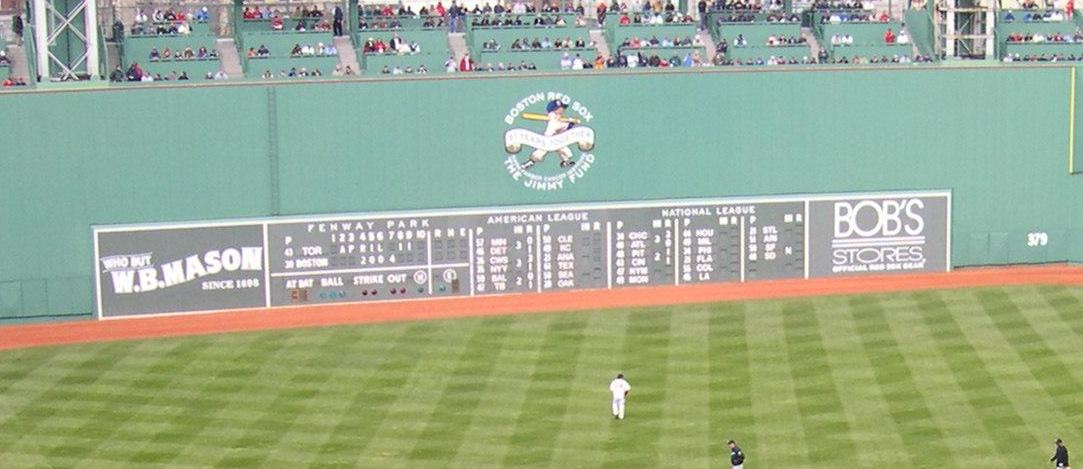
The Green Monster 2004 mit der manuellen Anzeigetafel
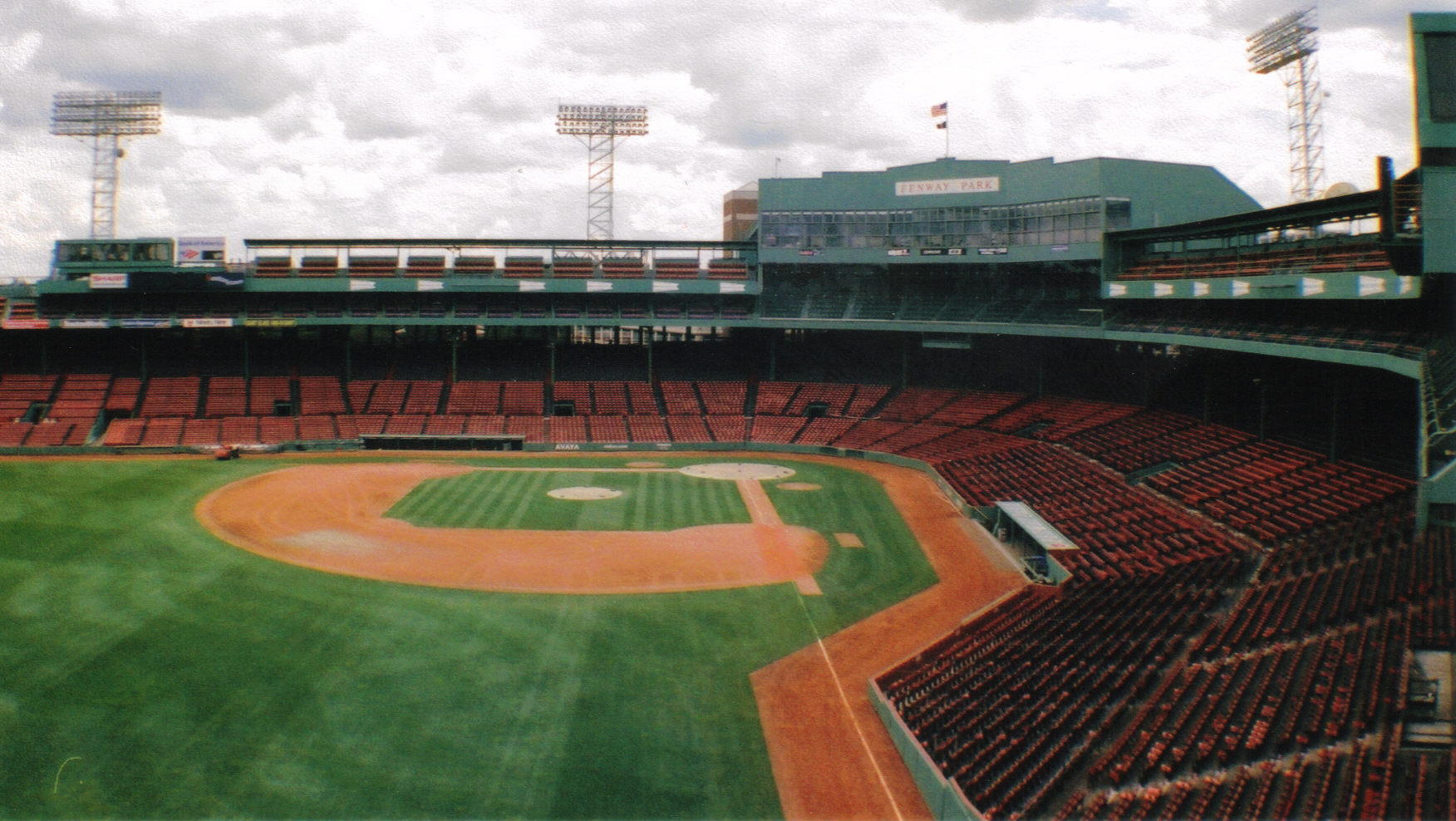
Blick vom grünen Monster in das Stadion (2004)
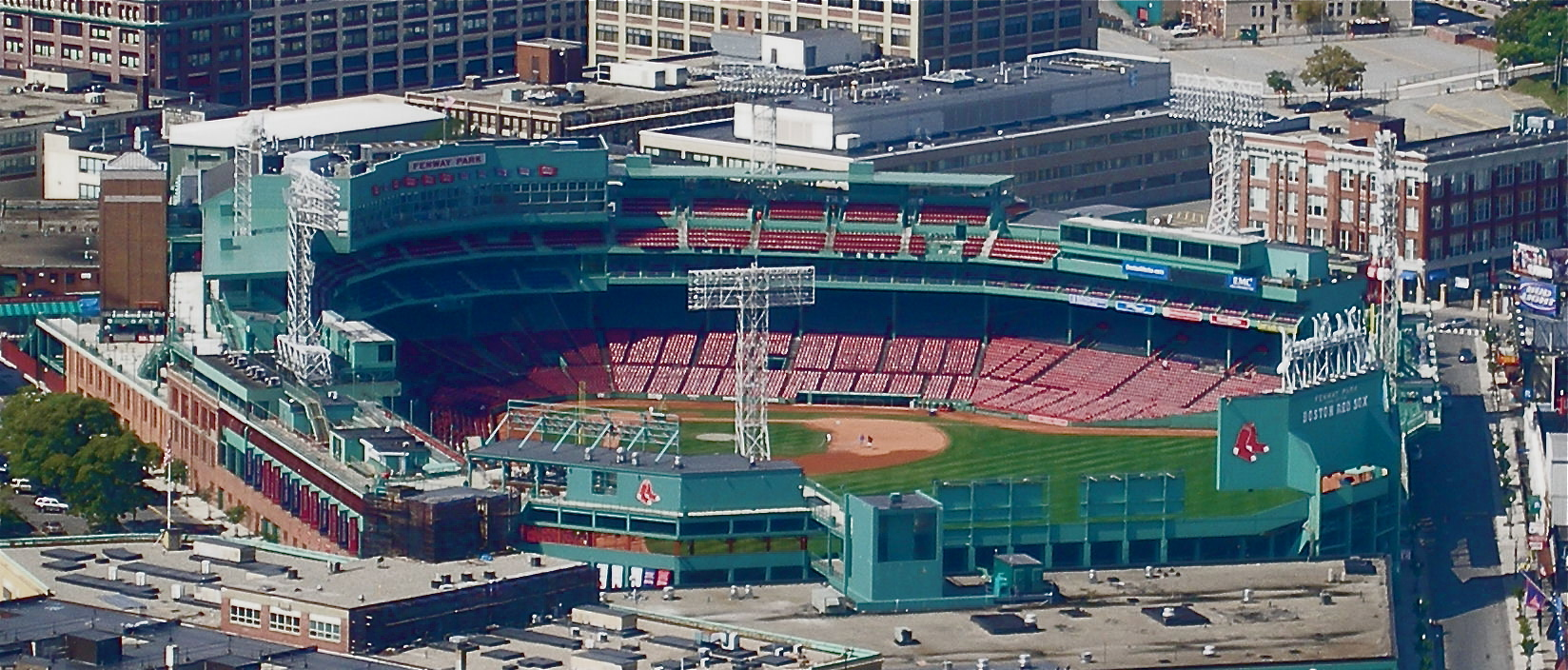
Der Fenway Park vom Prudential Tower aus fotografiert (September 2006)
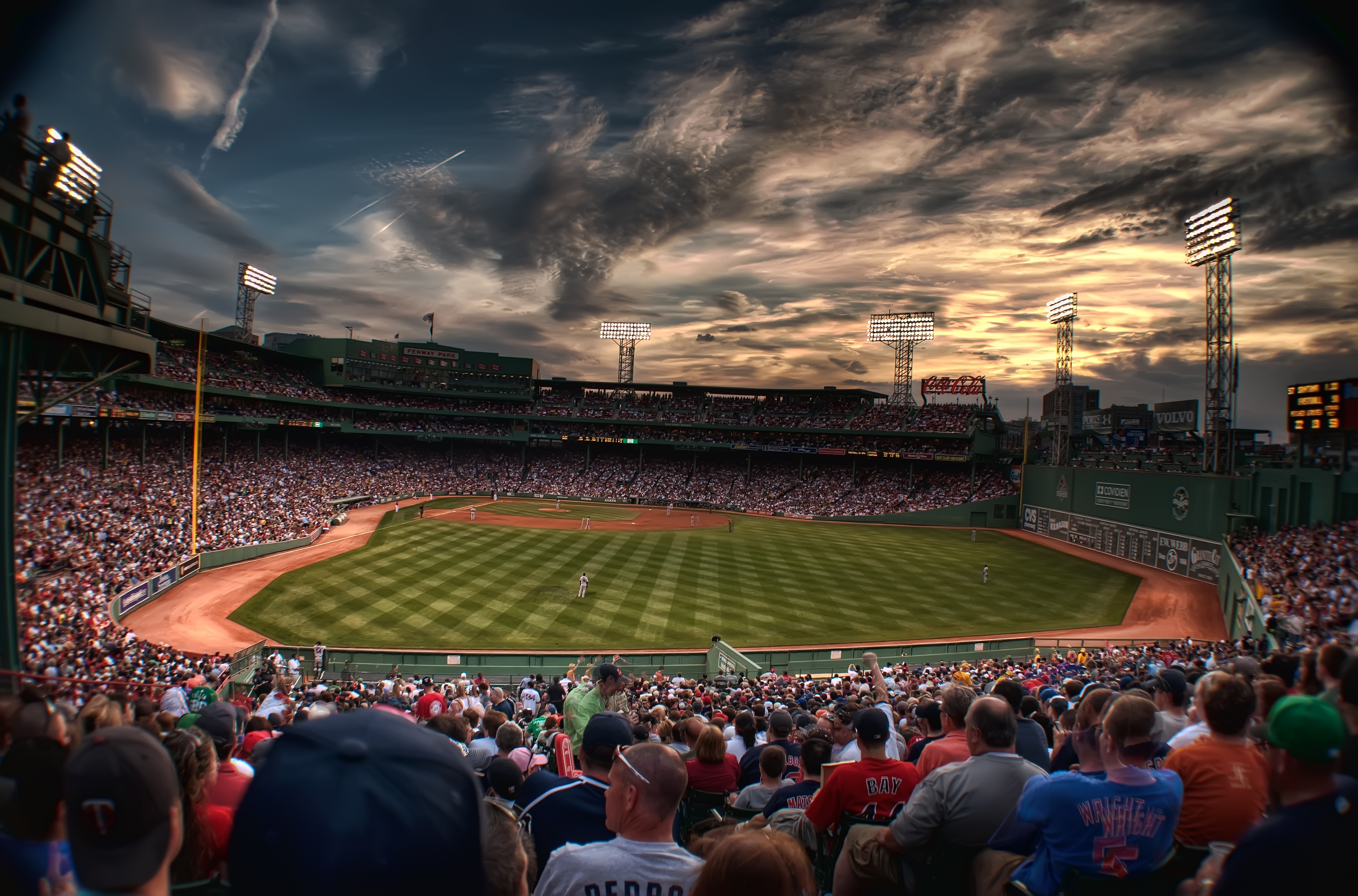
Der Fenway Park (Mai 2009)